# عقار كبير

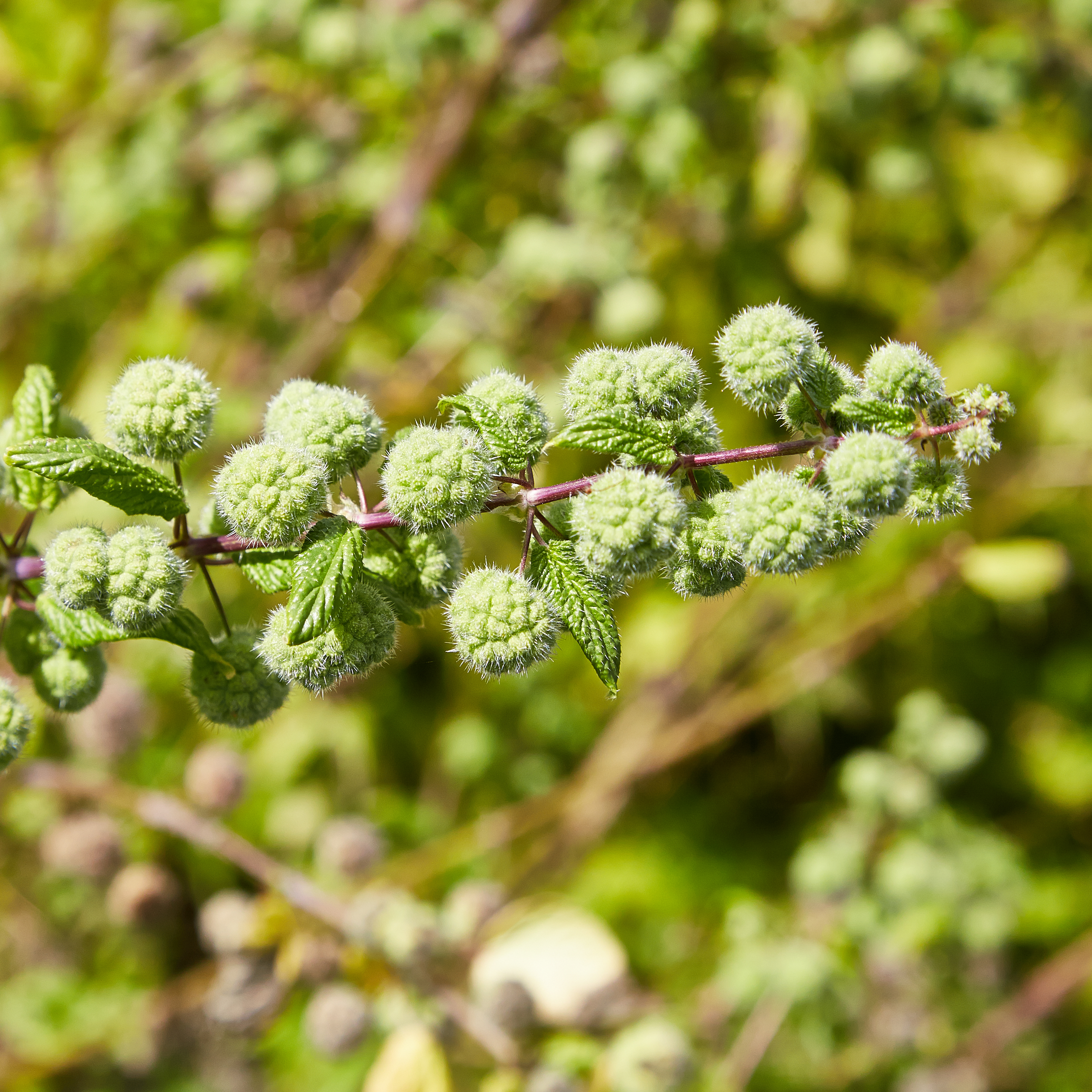
تفتح الزهور

العُقَّار الكبير أو القراص الروماني أو الأنجرة أو الحريق (الاسم العلمي Urtica pilulifera) نبتة حولية من الفصيلة القراصية تظهر أوائل الشتاء، وتبقى إلى منتصف الربيع. منابتها المرتفعات الباردة، في القرى حول المنازل، والأطلال، والدمن، وبيوت الخلاء، وعلى جوانب الطرق، وفي الأماكن الندية الهشة بين جذوع الأشجار، وذلك على علو 1600-2500 م. يترفع العقار عن الأرض قدر 30-100 سم على سيقان متعددة مرنة غير متفرعة، وأوراقه كثيفة رمحية مفردة متقابلة، مسننة الأطراف، شديدة الخضرة، وهي أوسع قليلا من أوراق (الريحان). وأزهاره صغيرة جدًا، تظهر بلون أبيض مخضر، يتناهى إلى الأبيض المحمر، تخرج من آباط الأوراق على هيئة عناقيد على رؤوس السيقان أو الأغصان، والثمار خضراء مدورة في حجم حمصة متوسطة الحجم، وتحتوي الثمرة على بذرة واحدة.